# Déterminant par blocs
En algèbre linéaire, la formule de déterminant par blocs généralise à la fois les formules de Laplace de calcul du déterminant d'une matrice carrée par développement selon une ligne ou une colonne ou le calcul du déterminant d'une matrice triangulaire par blocs.

## Formule
Si {\displaystyle A} est une matrice carrée de taille {\displaystyle n}, on forme un procédé d'extraction de {\displaystyle k\leq n} colonnes, noté {\displaystyle \varphi }, c'est-à-dire une application strictement croissante de {\displaystyle [\![1,k]\!]} dans {\displaystyle [\![1,n]\!]}, et un procédé d'extraction de {\displaystyle k\leq n} lignes, noté {\displaystyle \varphi '}.
On note {\displaystyle D_{\varphi ,\varphi '}} le déterminant de la matrice extraite de {\displaystyle A} en conservant (dans l'ordre) les colonnes d'indices {\displaystyle \varphi ([\![1,k]\!])} et les lignes d'indices {\displaystyle \varphi '([\![1,k]\!])}.
On note {\displaystyle D'_{\varphi ,\varphi '}} le déterminant de la matrice extraite de {\displaystyle A} en conservant (dans l'ordre) les colonnes d'indices qui ne sont pas dans {\displaystyle \varphi ([\![1,k]\!])} et les lignes d'indices qui ne sont pas dans {\displaystyle \varphi '([\![1,k]\!])}.
On note {\displaystyle \Phi } l'ensemble des applications strictement croissantes de {\displaystyle [\![1,k]\!]} dans {\displaystyle [\![1,n]\!]} et l'on fixe {\displaystyle \varphi \in \Phi }.
On note {\displaystyle \varepsilon (\varphi )} la signature de {\displaystyle \varphi }, définie comme la signature de l'unique permutation de {\displaystyle [\![1,n]\!]} prolongeant de {\displaystyle \varphi } et dont la restriction à {\displaystyle [\![k+1,n]\!]} est également croissante.
On obtient alors {\displaystyle \det A=\varepsilon (\varphi )\sum _{\varphi '\in \Phi }\varepsilon (\varphi ')D_{\varphi ,\varphi '}D'_{\varphi ,\varphi '}}.

## Cas particulier
Si {\displaystyle n=4} et {\displaystyle k=2}, cette formule donne un déterminant 4×4 comme la somme de 6 produits de déterminants 2×2. En notant, comme pour les coordonnées plückeriennes ou grassmanniennes,
- {\displaystyle p_{i,j}} le déterminant des lignes {\displaystyle i,j} des deux premières colonnes et
- {\displaystyle q_{i,j}} le déterminant des lignes {\displaystyle i,j} des deux dernières colonnes,

on obtient par exemple :
{\displaystyle \det A=p_{1,2}q_{3,4}+p_{1,3}q_{4,2}+p_{1,4}q_{2,3}+q_{1,2}p_{3,4}+q_{1,3}p_{4,2}+q_{1,4}p_{2,3}}.